# Ottavia Cestonaro
Ottavia Cestonaro (* 12. Januar 1995 in Vicenza) ist eine italienische Leichtathletin, die im Weit- und Dreisprung an den Start geht.

## Sportliche Laufbahn
Erste internationale Erfahrungen sammelte Ottavia Cestonaro bei den Jugendweltmeisterschaften 2011 nahe Lille, bei denen sie im Weitsprung mit einer Weite von 5,93 m Rang sieben belegte und im Dreisprung mit 12,55 m in der Qualifikation ausschied. Anschließend wurde sie beim Europäischen Olympischen Jugendfestival mit 12,82 m Vierte und mit der italienischen 4-mal-100-Meter-Staffel in 47,73 s Sechste. Im darauf folgenden Jahr verbuchte sie vermehrt Erfolge im Dreisprung, beispielsweise bei den Juniorenweltmeisterschaften in Barcelona, bei denen sie im Dreisprungfinale mit 13,29 m den achten Platz belegte. 2013 gewann sie mit 13,41 m die Goldmedaille bei den Junioreneuropameisterschaften in Rieti im Dreisprung und wurde im Weitsprung mit 6,07 m Achte. Bei den Juniorenweltmeisterschaften in Eugene 2014  gelangte sie abermals ins Finale und wurde dort mit einer Weite von 13,03 m Elfte.
Bei den U23-Europameisterschaften in Tallinn 2015 gelangte sie ins Dreisprungfinale und sicherte sich dort mit Saisonbestleistung von 13,34 m den siebten Platz. Im Weitsprung schied sie hingegen mit 6,04 Metern in der Qualifikation aus. Zwei Jahre später wurde sie im Dreisprung Sechste und im Weitsprung Zehnte bei den U23-Europameisterschaften im polnischen Bydgoszcz. Bei der Sommer-Universiade in Taipeh verpasste die Studentin der Universität Padua mit 13,51 m als Vierte im Dreisprung eine Medaille. 2018 gewann sie mit neuer Bestleistung von 14,05 m die Silbermedaille bei den Mittelmeerspielen in Tarragona hinter der Französin Yanis David. Damit qualifizierte sie sich für die Europameisterschaften in Berlin, bei denen ihr aber kein gültiger Versuch gelangte. Im Jahr darauf nahm sie erneut an den Studentenweltspielen in Neapel teil und erreichte dort mit 13,32 m den siebten Platz. Im Herbst schied sie bei den Weltmeisterschaften in Doha mit 13,97 m in der Qualifikation aus und gewann dann bei den Militärweltspielen in Wuhan mit einem Satz auf 13,78 m die Silbermedaille hinter der Kasachin Olga Rypakowa. 2021 schied sie bei den Halleneuropameisterschaften in Toruń mit neuer Bestleistung von 13,90 m in der Qualifikation aus. Im Jahr darauf verpasste sie bei den Weltmeisterschaften in Eugene mit 13,63 m den Finaleinzug und anschließend gelangte sie bei den Europameisterschaften in München mit 13,48 m auf Rang zehn.
2023 belegte sie bei den Halleneuropameisterschaften in Istanbul mit einer Weite von 14,08 m den vierten Platz. Im Juni wurde sie bei der 1. Liga der Team-Europameisterschaft im Zuge der Europaspiele in Chorzów mit 14,09 m Zweite und sicherte sich damit ligenübergreifend die Bronzemedaille hinter der Ukrainerin Maryna Bech-Romantschuk und Tuğba Danışmaz aus der Türkei. Im August erreichte sie bei den Weltmeisterschaften in Budapest das Finale und belegte dort mit 14,05 m den zehnten Platz. Im Jahr darauf startete sie bei den Olympischen Sommerspielen in Paris und schied dort mit Saisonbestleistung von 13,63 m in der Qualifikationsrunde aus.
In den Jahren 2015 und 2018 sowie 2019 und 2023 wurde Cestonaro Italienische Meisterin im Dreisprung im Freien sowie 2018 auch in der Halle. 2023 wurde sie auch Landesmeisterin im Weitsprung. Zudem sicherte sie sich 2016 und 2017 die Meistertitel im Hallenfünfkampf.

## Persönliche Bestleistungen
- Weitsprung: 6,46 m (+0,4 m/s), 2. August 2022 in Nembro
- Dreisprung: 14,22 m (+1,7 m/s), 18. Juni 2022 in Madrid
- Siebenkampf: 5304 Punkte, 2. Juni 2013 in Busto Arsizio
  - Fünfkampf (Halle): 4060 Punkte, 28. Januar 2017 in Padua